# Književna nagrada tportala
Književna nagrada tportala (Književna nagrada roman@tportal.hr) hrvatska je književna nagrada.

## Povijest
Nagradu je 2008. godine utemeljio internetski portal tportal.hr s namjerom valorizacije domaće književnosti te promidžbe hrvatskih autora i izdavača. Dodjeljuje se autoru ili autorici najboljeg romana napisanog na hrvatskome jeziku i izdanog kod izdavača registriranog u Republici Hrvatskoj. Odluku o dobitniku donosi stručni ocjenjivački sud koji pri ocjenjivanju prijavljenih romana djeluje prema umjetničkim i stručnim standardima. Nagrada se dodjeljuje godišnje, za romane izdane u prethodnoj kalendarskoj godini. Laureat dobiva novčanu nagradu u iznosu od 50 tisuća kuna te statuu u obliku tipkovnice. Od 2022. godine nagrada uključuje i produkciju audio romana na platformi book&zvook

## Dobitnici nagrade
Popis dosadašnjih dobitnika nagrade:
- 2008. Dalibor Šimpraga, Anastasia[1]
- 2009. Drago Glamuzina, Tri[2]
- 2010. Sibila Petlevski, Vrijeme laži[3]
- 2011. Olja Savičević Ivančević, Adio kauboju[4]
- 2012. Ivica Đikić, Sanjao sam slonove[5]
- 2013. Tahir Mujičić, Budi Hamlet, pane Hamlete[6]
- 2014. Kristian Novak, Črna mati zemla[7]
- 2015. Zoran Malkoč, Roki Raketa[8]
- 2016. Slobodan Šnajder, Doba mjedi[9]
- 2017. Kristian Novak, Ciganin, ali najljepši[10]
- 2018. Dubravka Ugrešić, Lisica[11]
- 2019. Nikola Petković, Put u Gonars[12]
- 2020. Damir Karakaš, Proslava[13]
- 2021. Želimir Periš, Mladenka Kostonoga[14]
- 2022. Marija Andrijašević, Zemlja bez sutona[15]
- 2023. Magdalena Blažević, U kasno ljeto[16]

## Vanjske poveznice
Mrežna mjesta
- Književna nagrada tportala, službeno mrežno mjesto